# Stargirl (film)
A Stargirl 2020-ban bemutatott amerikai zenés romantikus filmdráma, amelyet Julia Hart rendezett, Jerry Spinelli azonos című könyve alapján.
A forgatókönyvet Kristin Hahn, Julia Hart és Jordan Horowitz írták. A producerei Kristin Hahn, Ellen Goldsmith-Vein, Lee Stollman és Jordan Horowitz. A főszerepekben Grace VanderWaal és Graham Verchere láthatók. A film zeneszerzője Rob Simonsen. A film gyártója a Walt Disney Pictures, a Gotham Group és a Hahnscape Entertainment, forgalmazója a Disney+.
Amerikában 2020. március 13-án mutatták be a Disney+-on. Magyarországon 2022. június 14-étől látható szinkronosan a Disney+-on.

## Cselekmény
Leo Borlock egy sündisznós nyakkendőt visel néhai édesapja emlékére. Egy új iskolában megverték, és elvágták a nyakkendőjét. Azóta minden születésnapján kap egy új sündisznós nyakkendőt egy ismeretlen személytől, de nyilvánosan nem viseli. A középiskolában Leo trombitál a menetzenekarban, és segít barátjának, Kevin Singhnek (Karan Brar), az A.V. klub tagjának, egy interjúműsor házigazdájának. Egy nap egy szabad szellemű lány, Stargirl Caraway érkezik, aki nagy benyomást tesz Leóra, amikor az iskola előtt ukulelén kísérve elénekli neki a „Boldog születésnapot” dalt. Később, miközben a vesztes focicsapatuk, a Mudfrogs játszik, Stargirl előad egy dalt, a „Légy hű az iskoládhoz” címűt, ami felpörgeti őket, és majdnem megszerzik első győzelmüket. Kevin és Leo meghívja őt a műsorukba, de ő udvariasan visszautasítja.
Stargirl a focicsapat kabalájává válik, amikor elénekli a „We Got the Beat” című dalt. Elkezd Leóval lógni, és megpróbálja rávenni, hogy kibújjon a csigaházából. Archie (Giancarlo Esposito), a helyi paleontológus tábor tulajdonosa elmondja Leónak, hogy Stargirl egyedülálló édesanyjával él, és élete nagy részében magántanuló volt. Leóról Archie révén szerzett tudomást. Később Stargirl Kevin ellen indul a regionális beszéd versenyen, és a patkányokról szóló szokatlan beszédével megnyeri a versenyt. Miközben névtelenül visszaad egy biciklit egy kórházban fekvő fiúnak, Leo megemlíti a kapcsolatokat, de Stargirl tagadja, hogy tudna róla. Stargirl daljavaslatot ad Leónak („Tizenhárom” címmel), és először megcsókolja őt. Elkezdenek randizni.
A nagy meccs alatt az egyik ellenfél játékosa súlyosan megsérül. Stargirl vele tart a kórházba, ami mindenkit felzaklat, és ahhoz vezet, hogy a csapat elveszíti a meccset. Másnap a diákok ellenségesen viszonyulnak Stargirlhöz. Leo barátai feldúltak, de megbocsátanak neki. Kevin meghívja Stargirl-t a műsorába, hogy magyarázkodjon. Elárulja, hogy az igazi neve Susan; azért választotta a Stargirl nevet, mert mindenki csillagporból van. Helyzete tovább romlik, amikor egy népszerű diák, Hillari Kimble leszidja őt, amiért visszavitt egy biciklit Hillari bátyjának, aki biciklizés közben maradandó sérüléseket szenvedett. Stargirl sírva menekül el.
Leo azt javasolja Stargirlnek, hogy viselkedjen úgy, mint mindenki más, ami nagyon megdöbbenti, de elkezdi magát Susannak hívni, és olyan ruhákat visel, mint az osztálytársai. A regionális beszéd versenyen Leo elhívja őt a téli bálba, és ő elfogadja. Stargirl az internetes magánéletről akar beszédet tartani, de áttér a virágokról szóló beszédre, amivel elnyeri az első helyet. Bár ez a legelső trófea, amit az iskolában nyert, senki sem figyel fel rá. Stargirl úgy dönt, hogy Susan szerepében elárulja kilétét. Leo kezdi szörnyen érezni magát, de bátorítást kap az anyjától  és Kevintől.
Stargirl elküldi Leónak a lemezgyűjteményét, egy lemezjátszót és egy meghívót egy „nagy meglepetés” bálra. Amikor Leo megérkezik, Stargirl felfedi a meglepetését: mindenki előtt énekel. Leo vonakodva feláll, és előadja az ő és apja kedvenc dalát, a „Just What I Needed”-et, aminek hatására mindenki táncra perdül az udvaron. Stargirl bocsánatot kér Hillaritól, és eltűnik a buliból.
Leo megtudja, hogy Stargirl elköltözött. Pozitív hatással volt az iskolára, végül több trófeát nyernek. Leo továbbra is kapcsolatban marad Stargirllel, és Archie elárulja, hogy a lány információkat gyűjtött a városlakókról, hogy segítsen nekik. Leo még a középiskola elvégzése után sem felejti el, amit Stargirl tett érte („Give Me Love (Give Me Peace on Earth)”).
Egy utójelenetben, egy meg nem határozott időpontban Stargirl egy dalt énekel Leónak („Today and Tomorrow”).

## Szereplők
| Szereplő                  | Színész               | Magyar hang     |
| ------------------------- | --------------------- | --------------- |
| Susan "Stargirl" Caraway  | Grace VanderWaal      | Staub Viktória  |
| Leo Borlock               | Graham Verchere       | Miller Dávid    |
| Archie Brubaker           | Giancarlo Esposito    | Csankó Zoltán   |
| Kevin Singh               | Karan Brar            | Pál Dániel Máté |
| Gloria Borlock, Leo anyja | Darby Stanchfield     | Ruttkay Laura   |
| Mr. Robineau              | Maximiliano Hernández | Zöld Csaba      |
| Tess Reid                 | Annacheska Brown      | Vági Viktória   |
| Benny Burrito             | Collin Blackford      | Bogdán Gergő    |
| Dori Dilson               | Allison Wentworth     | N/A             |
| Alan Ferko                | Juliocesar Chavez     | N/A             |
| Mallory Franklin          | Artemis               | N/A             |
| Summer                    | Julia Flores          | N/A             |
| Kim                       | Gabriella Surodjawan  | N/A             |
| Hillari Kimble            | Shelby Simmons        | Koller Virág    |
| Wayne Parnell             | John Apolinar         | N/A             |
| Zack James                | Alex James            | N/A             |
| Sutters igazgatónő        | Lucinda Marker        | Andai Katalin   |
| Ana Carraway              | Sara Arrington        | Hay Anna        |
| Leo apja                  | Damian O'Hare         | N/A             |

### Magyar változat
- Magyar szöveg: Faludi Katalin
- Hangmérnök: Nemes László
- Vágó: Simkóné Varga Erzsébet
- Gyártásvezető: Kablay Luca
- Szinkronrendező: Szalay Éva
- Produkciós vezető: Várkonyi Krisztina

A szinkront a Mafilm Audio Kft. készítette.

## Gyártás
2015. július 15-én bejelentették, hogy Catherine Hardwicke rendezésében elkészül Jerry Spinelli regénye, a Stargirl filmes adaptációja. A regényt eredetileg Kristin Hahn adaptálta, aki a film írója. A Walt Disney Pictures-nek be kellett vonnia a Gotham Group-ot és a BCDF Pictures-t is a gyártásba.
2018. február 8-án bejelentették, hogy a forgatókönyv új története került kifejlesztésre, és Hardwicke helyett Julia Hart lesz a rendező, a filmet pedig Walt Disney Pictures készíti. A film premierje a Disney+-on volt, ami 2019-ben indult. A következő hónapban megerősítették, hogy Hahn forgatókönyve továbbra is felhasználásra kerül és producerként is közreműködik Ellen Goldsmith-Vein és Lee Stollman mellett. A Gotham Group és Hahn gyártó cége, a Hahnscape Entertainment is csatlakozott, mint gyártó. 2018 júniusában Hart férje Jordan Horowitz is csatlakozott vezető producerként.

## Szereposztás
2015-ben bejelentették, hogy a produkció két főszereplője Joey King és Charlie Plummer lesznek. 2018 júniusára azonban Grace VanderWaal énekesnő szerepelt főszereplőként. 2018 augusztusban Graham Verchere lett a másik főszereplő. 2018 szeptemberben Giancarlo Esposito, Karan Brar, Darby Stanchfield és Maximiliano Hernández is csatlakozott a produkcióhoz.

## Forgatás
A forgatás eredetileg 2015 őszén kezdődött volna meg Új-Mexikóban . A forgatás csak 2018. november 16-án kezdődött el. Az államon belül Albuquerque-n és az Truth or Consequences-n forgattak.

## Fogadtatás
A Rotten Tomatoes weboldal 35 vélemény alapján 71%-os, 6,36/10 pontszámú értékelést adott a filmnek; a közönség értékelése 86%. A honlap egyik kritikusa szerint: „A Stargirl jó érzést keltő történet hisz felnőtté válást mutatja be. Magabiztos előadás, komoly mondanivalója van.” A Metacritic átlagos pontszáma a 100-ból 60, 12 kritikus alapján, ami „vegyes vagy átlagos értékelés”-t jelöl.
Pete Hammond, a Deadline Hollywood egyik kritikusa kedvező értékelést adott a filmnek. Kommentálta mind VanderWaal, mind Verchere alakítását, a filmet „kedvesnek és okosnak” nevezte. Sheila O'Malley (RogerEbert.com) vegyes értékelést adott a filmről. Bírálta VanderWaal teljesítményét, és azt kifogásolta, hogy a film számos szempontjából Leo és Stargirl kapcsolatának nincs értelme. Dicsérte a film vizuális megjelenését és üzenetét is. Négy csillagból két csillagot adott. Courtney Howard (Variety) dicsérte a főszereplőket. Azt is megjegyezte, hogy „Hart és munkatársai megfelelően használják a mozi texturális nyelvét.”

## Fordítás
- Ez a szócikk részben vagy egészben  a   Stargirl (film) című angol Wikipédia-szócikk fordításán alapul.  Az eredeti cikk szerkesztőit annak laptörténete sorolja fel. Ez a jelzés csupán a megfogalmazás eredetét és a szerzői jogokat jelzi, nem szolgál a cikkben szereplő információk forrásmegjelöléseként.